# Marc Zwiebler
Marc Zwiebler (født 13. marts 1984 i Bonn) er en tysk badmintonspiller. Han har ingen større internationale mesterskabs titler, men har en andenplads fra det norske mesterskab i 2004. Zwiebler var udtaget til at repræsentere Tyskland under Sommer-OL 2008, hvor han røg ud i tredje runde mod Lee Hyun-il fra Sydkorea. 